# German Wrestling Federation
German Wrestling Federation (GWF) ist der Name einer deutschen Wrestling-Promotion, die in Berlin beheimatet ist. Promoter sind Ahmed Chaer und Crazy Sexy Mike. Seit dem Februar 2015 wird GWF von der ChaerBros Wrestling GbR betrieben.

## Geschichte

### Anfänge
Die German Wrestling Federation veranstaltet seit 1995 Wrestling-Shows. Deutschlandweit werden monatlich eigene Veranstaltungen durchgeführt. Daneben betreibt die Liga in Berlin eine gleichnamige Wrestlingschule. In der Promotion waren schon einige nationale wie internationale Stars im Ring. So beispielsweise Too Cold Scorpio, Douglas Williams, Matt Cross, Ulf Herman, Lloyd Anoa'i, PJ Black, Atsushi Aoki, Chris Raaber, Wesna Busic, Michael Kovac und Jonny Storm.
Mit „GWF Winter Slam“ begannen im Dezember 1995 Crazy Sexy Mike, Marty Shaw und Ahmed Chaer Wrestling-Shows in Deutschland zu veranstalten. In einem Verein organisiert, wurden die ersten Events vor zahlendem Publikum im Statthaus Böcklerpark in Berlin durchgeführt.

### Wrestlingschulen
Mit zunehmenden Erfolg der Promotion wurden 1997 eigene Trainingsräume organisiert und die Berliner Trainingsschule der German Wrestling Federation eröffnet. Ahmed und Hussen Chaer (Crazy Sexy Mike) und der im Hart Dungeon von Bruce und Keith Hart ausgebildete Marty Shaw übernahmen das Training.
Nach dem Tod von Marty Shaw wurden Ivan Kiev, Ali Aslan und der Mexikaner Orlando Silver Co-Trainer in der Berliner Wrestling-Schule der German Wrestling Federation. 2011 wurde zudem von der German Wrestling Federation eine zweite Wrestling-Schule in Dresden eröffnet. Trainer dort war der ehemals bei WWE unter Vertrag stehende Alexander Wolfe. Hier bildete er unter anderem einen weiteren WWE-Superstar aus – Ilja Dragunov.

### Kooperation
2010 arbeitete die German Wrestling Federation eng mit der Liga German Stampede Wrestling (GSW) zusammen. So fungierte die GWF zwischenzeitlich als Aufbau-Territorium und Trainingsschule der GSW und viele der GWF-Schüler konnten erfolgreich für die GSW in den Ring steigen. Nachdem die GSW allerdings ihre Pforten schloss, veranstaltete die GWF wieder regelmäßig unter eigenem Banner.
Ebenso gab es Kooperations-Shows mit anderen deutschen Wrestling-Promotions. So z. B. 2015 mit westside Xtreme Wrestling (wXw) oder 2003 mit dem Athletik Club Weinheim (ACW). 2014 betrieb die German Wrestling Federation unter dem Namen „Northern Wrestling Division“ einen regionalen Ableger der Promotion in Norddeutschland.
Nach Verpflichtung von Alexander Wolfe seitens der WWE trennte man sich von der Dresdner GWF-Wrestlingschule, deren Studenten unter dem Banner Next Step Wrestling eigenständige Shows veranstalten.

### Expansion
Am 1. Oktober 2011 wurde im Statthaus Böcklerpark die Show „GWF Berlin Wrestling Night 6“ veranstaltet, die mehr als 300 Zuschauer hatte. Nachdem auch die Dezember-Veranstaltung 300 Zuschauer anzog, veranstaltete man fortan im Jahr 2012 im shake, einem Zirkuszelt am Berliner Ostbahnhof. Mit dem shake als „neue Heimat“ der GWF, erschloss man neue Fans und Zielgruppen. Fortan war die GWF mit ihren Veranstaltungen Teil der Berliner Partyszene und die regelmäßigen Veranstaltungen waren immer restlos ausverkauft. Zusätzlich begann man 2014 auch in Hennigsdorf (GWF Next Step) und in Waren an der Müritz zu veranstalten. Weitere Veranstaltungsorte waren Oberhausen, Bad Ems, Lübeck, Hagen, Kiel, Hamburg, Rostock, Herne und Andernach.
Nachdem man 2014 über 500 Zuschauer monatlich pro Show anzog, veranstaltete die German Wrestling Federation im Folgejahr im Berliner Huxley´s Neue Welt. Eine traditionsreiche Wrestling-Halle, in der in den 1970er Jahren der VdB Turniere abhielt und die etwa 1.000 Zuschauer fasst. 2019 wechselte die GWF dann in den Festsaal Kreuzberg, wo sie bis heute monatliche Veranstaltungen vor zirka 500 Zuschauerinnen und Zuschauern durchführen. Zudem werden seit der Corona-Pandemie alle Live-Veranstaltungen auch als kostenloser Livestream auf YouTube angeboten.

## Aktuelle Titelträger

### German Wrestling Federation
| Championship(s)           | Amtierende(r) Champion                  | Datum des Titelgewinns |
| ------------------------- | --------------------------------------- | ---------------------- |
| GWF World Champion        | Metehan                                 | 13. April 2025         |
| GWF Berlin Title          | Rambo                                   | 03. November 2024      |
| GWF Tag Team Titles       | Big & Perfect (Toni Harting & Big Nik)  | 02. März 2025          |
| GWF Women’s World Title   | Jane Nero                               | 13. April 2025         |
| GWF Mixed Tag Team Titles | (Gold Rush) Pahlevan Nima & Sultan Suzu | 1. Dezember 2024       |

### Turniere
| Turnier                         | Letzter Gewinner | Datum des Turniergewinns |
| ------------------------------- | ---------------- | ------------------------ |
| GWF Golden Chance               | Lucky Kid        | 8. Februar 2020          |
| GWF Who’s Next                  | Onur Dağlar      | 8. Dezember 2017         |
| GWF Light Heavyweight World Cup | Ahura            | 18. Mai 2024             |
| GWF Battlefield                 | Peter Tihanyi    | 1. September 2024        |

### Eingestellte Titel
| Championship(s)                                   | Letzter Titelträger | Tag der Einstellung |
| ------------------------------------------------- | ------------------- | ------------------- |
| GWF Amateur Title                                 | Koray               | 15. September 2012  |
| GWF Middleweight Title                            | Salsakid Rambo      | 7. Mai 2015         |
| GWF Mecklenburg Northern Wrestling Division Title | Chris Colen         | 18. Oktober 2014    |
| GWF Loserweight Title                             | Orlando Silver      | 20. November 2022   |

### Kuriositäten
Mit dem GWF Loserweight Title existierte eine einmalige Meisterschaft. Titelträger wird der Kämpfer, der das Titelmatch verliert. Um diesen „Titel der Schande“ kämpfen die schlechtesten Wrestler. Bekannteste Titelträger waren Martin Guerrero, Slinky und Vincenzo Coccotti.